# Parafia św. Małgorzaty w Kościelcu Kujawskim
Kościół św. Małgorzaty w Kościelcu Kujawskim – jeden z 9 kościołów w dekanacie inowrocławskim I.

## Rys historyczny
- 1297 – powstanie wsi
- XII/XIII wiek – powstanie kościoła
- 1442 – Władysław Warneńczyk nadał wsi prawo miejskie magdeburskie
- 1488 – biskup włocławski Piotr z Bnina ufundował kolegiatę[1]
- XV wiek – późnogotycka przebudowa kościoła
- XV–XVII wiek – wieś w posiadaniu rodziny Kościeleckich
- 1559 – zbudowanie kaplicy grobowej rodziny Kościeleckich
- 1699 – odrestaurowanie kościoła
- powstanie cmentarza pod zarządem ks. proboszcza

## Dokumenty
Księgi metrykalne:
- ochrzczonych od 1835 roku
- małżeństw od 1835 roku
- zmarłych od 1835 roku

## Zasięg parafii
Ulice i miejscowości należące do parafii: Cieślin - do linii kolejowej, Dziarnowo, Gorzany, Kościelec, Rycerzewo, Rycerzewko, Sójkowo.